# Arondismentul La Rochelle
Arondismentul La Rochelle (în franceză Arrondissement de La Rochelle) este un arondisment din departamentul Charente-Maritime, regiunea Poitou-Charentes, Franța.

## Subdiviziuni

### Cantoane
- Cantonul Ars-en-Ré
- Cantonul Aytré
- Cantonul Courçon
- Cantonul La Jarrie
- Cantonul Marans
- Cantonul La Rochelle-1
- Cantonul La Rochelle-2
- Cantonul La Rochelle-3
- Cantonul La Rochelle-4
- Cantonul La Rochelle-5
- Cantonul La Rochelle-6
- Cantonul La Rochelle-7
- Cantonul La Rochelle-8
- Cantonul La Rochelle-9
- Cantonul Saint-Martin-de-Ré

### Comune
| 1. Anais (17007)                  | 2. Andilly (17008)                     | 3. Angliers (17009)            | 4. Angoulins (17010)               |
| 5. Ars-en-Ré (17019)              | 6. Aytré (17028)                       | 7. Benon (17041)               | 8. Le Bois-Plage-en-Ré (17051)     |
| 9. Bourgneuf (17059)              | 10. Charron (17091)                    | 11. Châtelaillon-Plage (17094) | 12. Clavette (17109)               |
| 13. La Couarde-sur-Mer (17121)    | 14. Courçon (17127)                    | 15. Cramchaban (17132)         | 16. Croix-Chapeau (17136)          |
| 17. Dompierre-sur-Mer (17142)     | 18. Esnandes (17153)                   | 19. Ferrières (17158)          | 20. La Flotte (17161)              |
| 21. La Grève-sur-Mignon (17182)   | 22. Le Gué-d'Alleré (17186)            | 23. L'Houmeau (17190)          | 24. La Jarne (17193)               |
| 25. La Jarrie (17194)             | 26. Lagord (17200)                     | 27. La Laigne (17201)          | 28. Loix (17207)                   |
| 29. Longèves (17208)              | 30. Marans (17218)                     | 31. Marsilly (17222)           | 32. Montroy (17245)                |
| 33. Nieul-sur-Mer (17264)         | 34. Nuaillé-d'Aunis (17267)            | 35. Les Portes-en-Ré (17286)   | 36. Puilboreau (17291)             |
| 37. Périgny (17274)               | 38. Rivedoux-Plage (17297)             | 39. La Rochelle (17300)        | 40. La Ronde (17303)               |
| 41. Saint-Christophe (17315)      | 42. Saint-Clément-des-Baleines (17318) | 43. Saint-Cyr-du-Doret (17322) | 44. Saint-Jean-de-Liversay (17349) |
| 45. Saint-Martin-de-Ré (17369)    | 46. Saint-Médard-d'Aunis (17373)       | 47. Saint-Ouen-d'Aunis (17376) | 48. Saint-Rogatien (17391)         |
| 49. Saint-Sauveur-d'Aunis (17396) | 50. Saint-Vivien (17413)               | 51. Saint-Xandre (17414)       | 52. Sainte-Marie-de-Ré (17360)     |
| 53. Sainte-Soulle (17407)         | 54. Salles-sur-Mer (17420)             | 55. Taugon (17439)             | 56. Villedoux (17472)              |
| 57. Vérines (17466)               |                                        |                                |                                    |